# Johann Georg Christian Lehmann
Johann Georg Christian Lehmann (* 25. Februar 1792 in Haselau; † 12. Februar 1860 in Hamburg) war ein holsteinischer, deutscher Botaniker. Sein botanisches Autorenkürzel lautet „Lehm.“

## Leben

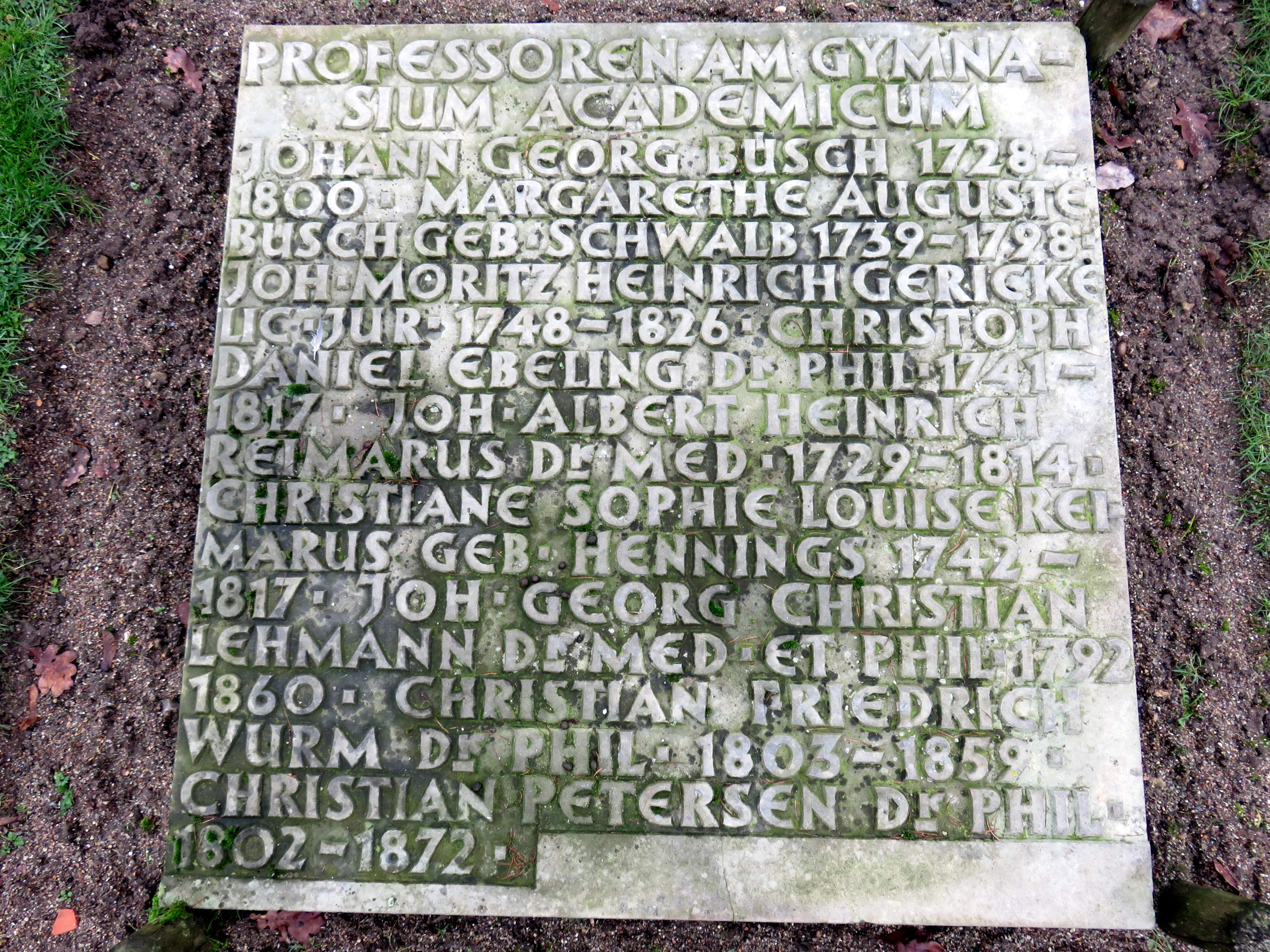
Grabmaltafel Althamburgischer Gedächtnisfriedhof Ohlsdorf

Johann Georg Christian Lehmann war der Sohn des Pastors Johann Gottlieb Lehmann († 1807) und dessen Frau Maria Elisabeth, geborene Zornickel. Der deutsch-dänische Naturforscher Martin Christian Gottlieb Lehmann war sein Bruder.
Lehmann studierte Medizin in Kopenhagen und Göttingen und erwarb 1813 einen Doktorgrad in Medizin sowie 1814 einen Doktorgrad in Philosophie an der Universität Jena. Er wurde im Februar 1818 zum Professor für Physik und Naturgeschichte am Akademischen Gymnasium Hamburg gewählt. Im September desselben Jahres wurde er erster Bibliothekar an der Stadtbibliothek und Nachfolger von Christoph Daniel Ebeling. Am 26. August 1818 wurde Lehmann Mitglied der Kaiserl. Gesellschaft der Naturforscher (Leopoldina), 1843 wurde er als  „Helianthus III.“ zum Adjunkt der Gesellschaft gewählt. 1821 gründete er den Botanischen Garten in Hamburg, dessen Direktor er auch wurde. 1822 wurde er als korrespondierendes Mitglied in die Russische Akademie der Wissenschaften in Sankt Petersburg aufgenommen. Lehmann war Mitglied zahlreicher Gesellschaften, u. a. der Gesellschaft Naturforschender Freunde zu Berlin, der Naturforschenden Gesellschaft zu Halle, der Societät für die gesammte Mineralogie zu Jena, u. v. a.
Lehmann war der Gründer des botanischen Gartens in Hamburg. Hamburg war seiner Vorstellung nach aufgrund seiner Lage und Verbindungen auch mit weit entfernten Gebieten geeignet, ein Institut zu gründen, in dem Pflanzen auch aus diesen Ländern wissenschaftlich untersucht werden könnten, deren Kenntnis von großer Bedeutung sei. 1819 teilte Lehmann dem Senat seine Vorstellungen mit. Der Senat zeigte sich interessiert und war bereit, ein Gelände zur Verfügung zu stellen, war aber nicht bereit, das von Lehmann projektierte Institut als Teil des akademischen Gymnasiums zu installieren. Lehmann musste sich verpflichten, den botanischen Garten als seine Privatsache zu betrachten, Besucher zuzulassen, die Verwaltung durchzuführen und keine Gastwirtschaft auf dem Gelände zu betreiben. Im November 1821 pflanzte Lehmann den ersten Baum. Wenige Tage später nahm Johann Heinrich Ohlendorff seine Tätigkeit als Gärtner auf. Lehmann gelang es, eine Lehranstalt für junge Leute zu errichten. Im März 1825 hatten die ersten ihre Ausbildung nach drei Jahren Lehrzeit beendet. In den Folgejahren wurden Gewächshäuser zum Teil mit Dampfheizung errichtet. Dabei wurde Lehmann durch Spenden Hamburger Bürger in erheblichem Umfang unterstützt. 1833 wurde der botanische Garten und das angeschlossene Institut dem Wunsche Lehmanns entsprechend als öffentliche Angelegenheit der Stadt Hamburg überlassen. Zur Anerkennung soll u. a. die positive Resonanz der Versammlung der Gesellschaft Deutscher Naturforscher und Ärzte 1830 in Hamburg beigetragen haben.
In den Zeitraum von 1828 bis 1834 trugen Johann Georg Christian Lehmann und John Richmond Booth als Inhaber der Handelsgärtnerei und Baumschule James Booth & Söhne den durch zahlreiche Veröffentlichungen bekannten „Rosenstreit“ aus. Christian Gottfried Daniel Nees von Esenbeck ergriff in seiner Veröffentlichung Der Rosenstreit in der Zeitschrift Flora oder [allgemeine] botanische Zeitung Partei für Lehmann. John Booth Bruder Georg veröffentlichte seine Sicht der Gegebenheiten in Sieg der Rose „Königin von Dänemark“ durch Enthüllung der Anschläge des Professors J. G. C. Lehmann. In diesem Streit ging es um Lehmanns Feststellung, dass eine Rose mit Namen „la belle courtisanne“ in einigen Katalogen von Handelsgärtnern als „Königin von Dänemark“ bezeichnet würde. Booth hingegen war der Ansicht, dass es sich um eine von ihm gezogene und benannte Rose handele. Der Streit wurde mit einer veröffentlichten Erklärung Lehmanns im März 1834 beendet, in der er ausführte, dass seine Äußerung ein Irrtum gewesen sei.
Johann Georg Christian Lehmann war seit 1824 mit Dorothea Baltzer (* 1801) verheiratet. Aus dieser Ehe stammt u. a. Johannes Christian Eugen Lehmann, Senator und zeitweilig Erster Bürgermeister in Hamburg.
Lehmann besaß ein umfangreiches Herbarium. Nach seinem Tode wurde es von dem Botaniker Friedrich Wilhelm Klatt zum Verkauf angeboten.

## Ehrungen
Im Bereich des Ohlsdorfer Althamburgischen Gedächtnisfriedhofs befindet sich ein Sammelgrabmal („Professoren am Gymnasium Academicum“) zu Ehren von Johann Georg Christian Lehmann und anderen.
1838 wurde Lehmann der Rote Adlerorden III. Klasse vom König von Preußen verliehen.
Nach Lehmann ist die Pflanzengattung Lehmannia Spreng. aus der Familie der Nachtschattengewächse (Nicotiania L.) benannt.

## Werke
- Generis Nicotiniarum Historia, Hamburg 1818.
- Plantae e Familiae Asperifoliarum Nuciferae, 1818, Digitalisat, Digitalisat
- Monographia Generis Primularum, Leipzig 1817, Digitalisat
- Monographia Generis Potentillarum, 1820, Digitalisat, Supplement 1836, Digitalisat
- Observationes zoologicae praesertim in faunam Hamburgensem: Pugillus primus, Hamburgum, 1822, Digitalisat.
- Memoriam viri amplissimi Guilhelmi Amsinckii Iuris utriusque licentiati Magnifici nuper consulis Civitatis Hamburgensis civibus ex publica auctoritate commendat Ioannes Georg. Christ[ian] Lehmann ...Hamburg, 1833, Digitalisat
- Memoriam Viri Amplissimi Martini Hieronymi Schrötteringk, J. U. D. Magnifici nuper consulis civitatis Hamburg. Civibus ex publ. auctoritate commendat Lehmann anno Consulis emortuali Gymnasii Acad. Rector, Hamburgum, 1837, Digitalisat
- Semina in Horto Botanico Hamburgensi, Hamburg 1822–1840, ZDB-ID 844103-0
- Icones et Descriptiones Novarum et Minus Cognitarum Stirpium, in 5 Teilen mit je 10 Abbildungen jährlich in den Jahren 1821–1824 erschienen, 1821:Digitalisat
- Novarum et Minus Cognitarum Stirpium Pugillus I-X Addita Enumeratione Plantarum Omnium in his Pugillus Descriptarum, Hamburg 1828–1857, Digitalisat
- Delectus Seminum quae in Horto Hamburgensium Botanico e Collectioni Anni 1830–1840, Hamburg 1849–1852, 1833:Digitalisat, 1834:Digitalisat, 1838:Digitalisat, 1840:Digitalisat, 1846:Digitalisat, 1847:Digitalisat, 1848/49:Digitalisat, 1849:Digitalisat, 1850:Digitalisat, Register 1848:Digitalisat
- Plantae Preissianae sive Enumeratio plantarum quas in Australasia occidentali et meridionali-occidentali annis 1838–1841: collegit Ludovicus Preiss,[14] Hamburg 1844–1847, Vol. I. Digitalisat, Vol. II. Digitalisat
- Index Seminum in Horto Botanico Hamburgensi A. 1851 Collectorum, Hamburg 1851–1855. 1851:Digitalisat, 1852:Digitalisat, 1853:Digitalisat,  1854:Digitalisat, 1855:Digitalisat, 1856:Digitalisat, 1857:Digitalisat, 1858:Digitalisat, 1860:Digitalisat, 1861:Digitalisat, 1862:Digitalisat, 1863:Digitalisat, 1864:Digitalisat, 1865:Digitalisat,
- Revisionem potentillarum iconibus illustratam, Band 23 von Nova acta Leopoldina, Supplementum, Bonn/Breslau 1856, Digitalisat
- Ansichten und Baurisse der neuen Gebäude für Hamburgs öffentliche Bildungsanstalten kurz beschreiben und in Verbindung mit dem Plan für die künftige Aufstellung der Stadtbibliothek herausgegeben von den Bibliothekaren J.G.C. Lehmann und C. Petersen zur Einweihung am 4. Mai 1840, Hamburg 1840, Digitalisat
- Zur Geschichte des hamburgischen botanischen Gartens; actenmäßige Darstellung. Von der Entstehung des Gartens bis zu der Zeit, wo derselbe ein Staatsinstitut ward. In: Eduard Otto (Hrsg.): Hamburger Garten- und Blumenzeitung. Nr. 14. Robert Kittler, Hamburg 1858, S. 529–538 (biodiversitylibrary.org – Der Text stammt überwiegend von Johann Georg Christian Lehmann).